# Mirano
Mirano é uma comuna italiana da região do Vêneto, província de Veneza, com cerca de 26.171 habitantes. Estende-se por uma área de 45 km², tendo uma densidade populacional de 580 hab/km². Faz fronteira com Martellago, Mira, Noale, Pianiga, Salzano, Santa Maria di Sala, Spinea.

## Demografia
| Variação demográfica do município entre 1861 e 2011                               |
|                                                                                   |
| Fonte: Istituto Nazionale di Statistica (ISTAT) - Elaboração gráfica da Wikipedia |